# Opposition tadjike unie
L'Opposition tadjike unie (OTU) était une alliance de forces démocratiques, nationalistes et islamistes qui se sont officiellement regroupées en 1993, après la phase la plus violente de la guerre civile tadjike. L'OTU a combattu les forces gouvernementales pro-communistes et Khujandi/Kulyabi dirigées par Rahmon Nabiyev, puis par Emomali Rakhmonov.
L'opposition de l'OTU était composée du Parti de la Renaissance islamique (IRP), de Rastokhez (Renaissance), du Parti démocratique du Tadjikistan (DPT) et de Lali Badakhshan (Rubis du Badakshan). L'OTU a réussi à s'opposer au gouvernement Rakhmon, poussant le dirigeant à entamer des négociations. En 1997, un traité de paix a été conclu entre le gouvernement Rakhmon et l'OTU.
À la suite du traité, plusieurs unités de l'opposition ont été intégrées dans les Forces armées tadjikes, devenant ainsi certaines de ses unités les plus expérimentées.

## Dirigeants politiques
- Sayid Abdulloh Nuri (Président)
- Haji Akbar Turajanzade
- Mohammadsharif Khimatzoda
- Davlat Khoudonazarov
- Oinikhol Bobonazarova
- Jouma Niazov
- Abdunabi Sattorzoda
- Otakhon Latifi
- Kiemiddin Goziev
- Faïziddine Imomov
- Habibullo Sanginov
- Abdurakhim Karimov
- Atobek Amirbekov
- Muhammadali Faizmuhammad
- Mansur Jalilzoda
- Mirzomuhammadi Mirzokhodiev